# DPP-4

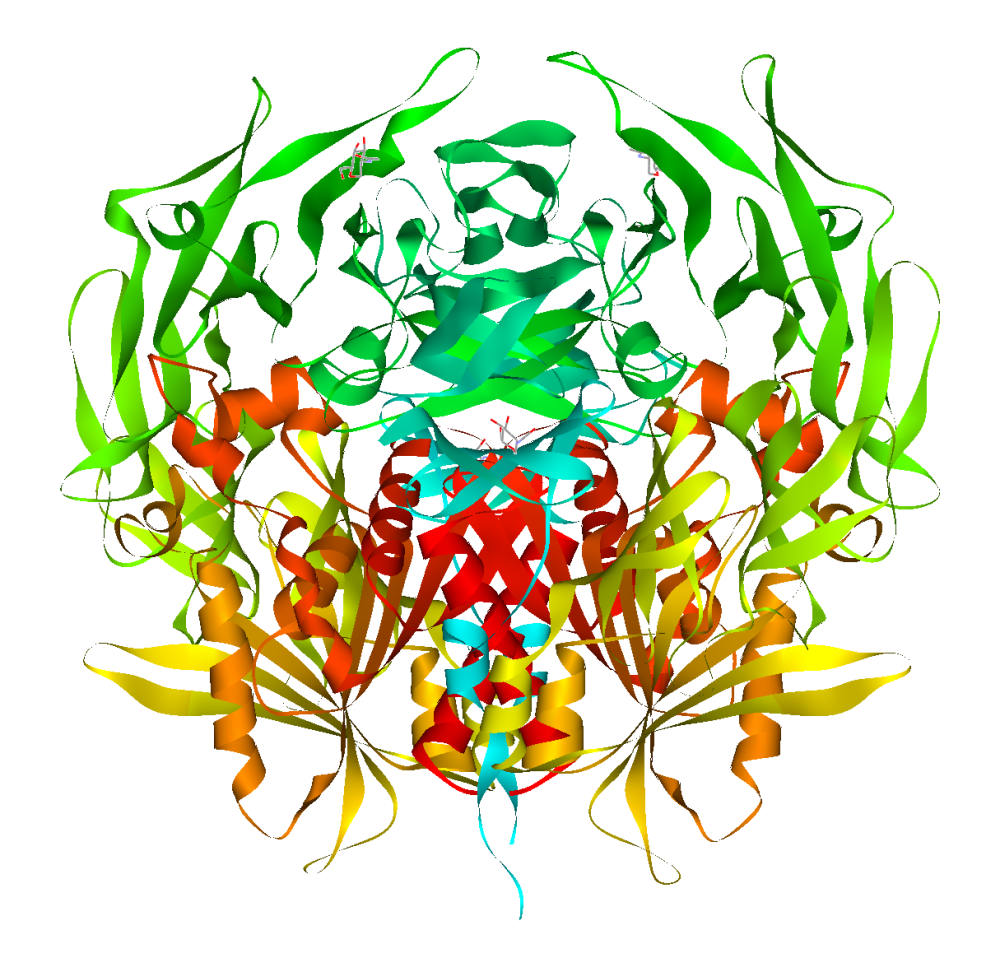
DPP-4の構造。

DPP-4（Dipeptidyl Peptidase-4、EC3.4.14.5）とは腸管ホルモンであるインクレチンの不活化を行う酵素（セリンプロテアーゼ）であり、細胞膜上をはじめ可溶性タンパク質として血液中にも存在している。インクレチンは食後の血糖値上昇に伴い腸上皮細胞から分泌され、中でもK細胞から分泌されるGIPとL細胞から分泌されるGLP-1が注目されている。これらは膵臓β細胞表面の受容体に結合してインスリン分泌促進およびグルカゴンの分泌抑制により血糖値降下作用を示す。DPP-4はT細胞などの免疫系細胞表面にもCD26として発現して分化マーカーとされている。アデノシンデアミナーゼ（ADA）と結合して細胞内情報伝達を調節する働きも有しているため、アデノシンデアミナーゼ結合タンパク質（ADABP）とも呼ばれる。

## 構造と機能

### 構造
ヒトのDPP-4は766個のアミノ酸から構成される110kDaのタンパク質であり、DPP-4をコードする遺伝子は2q24.3に配座している。DPP-4はアミノ基側を細胞質に向けた1回膜貫通型のタンパク質であり、細胞内ドメインは6残基と短く、膜貫通ドメインが24残基、残りが細胞外に存在する。アミノ基側末端にβプロペラドメイン、カルボキシル基側末端にα/βヒドロラーゼドメインが配置されている。α/βヒドロラーゼドメインには3つの触媒残基（Ser630,His740,Asp708）が存在し、これらはDPP-4ファミリーの中で高度に保存されている。ヒトCD26はラットDPP-4と85%の相同性を有する。以下にヒトDPP-4タンパク質のアミノ酸配列を示す。
```
    001 MKTPWKVLLG LLGAAALVTI ITVPVVLLNK GTDDATADSR KTYTLTDYLK NTYRLKLYSL
    061 RWISDHEYLY KQENNILVFN AEYGNSSVFL ENSTFDEFGH SINDYSISPD GQFILLEYNY
    121 VKQWRHSYTA SYDIYDLNKR QLITEERIPN NTQWVTWSPV GHKLAYVWNN DIYVKIEPNL
    181 PSYRITWTGK EDIIYNGITD WVYEEEVFSA YSALWWSPNG TFLAYAQFND TEVPLIEYSF
    241 YSDESLQYPK TVRVPYPKAG AVNPTVKFFV VNTDSLSSVT NATSIQITAP ASMLIGDHYL
    301 CDVTWATQER ISLQWLRRIQ NYSVMDICDY DESSGRWNCL VARQHIEMST TGWVGRFRPS
    361 EPHFTLDGNS FYKIISNEEG YRHICYFQID KKDCTFITKG TWEVIGIEAL TSDYLYYISN
    421 EYKGMPGGRN LYKIQLSDYT KVTCLSCELN PERCQYYSVS FSKEAKYYQL RCSGPGLPLY
    481 TLHSSVNDKG LRVLEDNSAL DKMLQNVQMP SKKLDFIILN ETKFWYQMIL PPHFDKSKKY
    541 PLLLDVYAGP CSQKADTVFR LNWATYLAST ENIIVASFDG RGSGYQGDKI MHAINRRLGT
    601 FEVEDQIEAA RQFSKMGFVD NKRIAIWGWS YGGYVTSMVL GSGSGVFKCG IAVAPVSRWE
    661 YYDSVYTERY MGLPTPEDNL DHYRNSTVMS RAENFKQVEY LLIHGTADDN VHFQQSAQIS
    721 KALVDVGVDF QAMWYTDEDH GIASSTAHQH IYTHMSHFIK QCFSLP 766
```

### 機能・基質

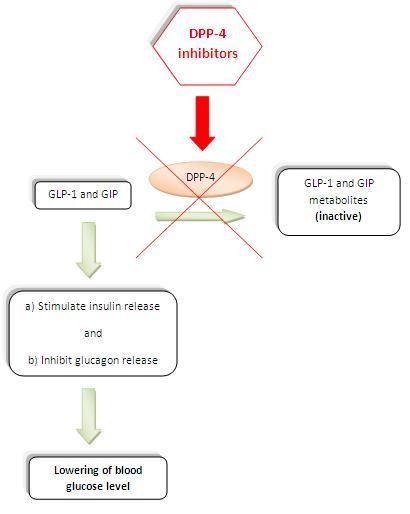
DPP-4の阻害は血糖値の低下を引き起こす。

アミノ基側末端から2番目にプロリンあるいはアラニン残基を有するペプチドからジペプチドを切り出す働きがある。DPP-4は以下のようなペプチドを基質とする。
- グルカゴンスーパーファミリー
  - GLP-1
  - GLP-2
  - GIP
  - 血管作用性小腸ペプチド(VIP)
  - 成長ホルモン放出ホルモン(GHRH)
  - ニューロペプチドY(NPY)
  - ペプチドYY(PYY)
  - PACAP27
  - PACAP38
- ケモカイン
  - MIG(CXCL9)
  - インターフェロン誘導タンパク質-10(IP-10,CXCL10)
  - 単球走化性因子(MCP)
  - LD78β(CCL3L1)
  - RANTES(CCL5)
  - マクロファージ由来ケモカイン(MDC,CCL22)
  - エオタキシン(CCL11)
  - Groβ(CXCL2)
  - GCP-2(CXCL6)
- その他
  - サブスタンスP
  - IGF-1
  - ガストリン放出ペプチド(GRP)

など。

## 臨床的意義
CD26/DPPIVは腫瘍生物学において重要な役割を担っており、細胞表面あるいは血清中の濃度が、ある腫瘍では増加し、他の腫瘍では減少することから、様々な癌のマーカーとして有用であるとされている。
ジペプチジルペプチダーゼ-4阻害薬と呼ばれる経口血糖降下薬は、この酵素の作用を阻害する事により、生体内でのインクレチン効果を持続させる事が出来る。
中東呼吸器症候群コロナウイルスは、DPP-4と結合する事が知られている。これは気道（肺など）や腎臓の細胞表面に存在するので、ウイルスの細胞への侵入の阻止に応用できる可能性がある。

## DPP-4阻害薬

シタグリプチン。

近年、インクレチンをターゲットとした血糖降下薬が新規開発された。これらはインクレチン作用増強薬とGLP-1受容体作動薬に代表されるインクレチン模倣薬に大別される。DPP-4阻害薬は前者に分類され、2型糖尿病の治療を目的に経口投与される。既述の通り、DPP-4はインクレチンの分解を行う酵素であり、DPP-4阻害薬は内因性GLP-1およびGIPの血中における濃度を上昇させ、インスリン分泌を促す。経口糖尿病薬の副作用として低血糖が挙げられるが、インクレチンは食事後の血糖値上昇に伴い分泌されるため、血糖値が低い状態ではインクレチンの分泌量は少なく、したがってDPP-4阻害薬により低血糖が生じる頻度は低い。DPPsにはほかにも多くの酵素が含まれるが、DPP-8やDPP-9はDPP-4と構造が類似しているため、DPP-4阻害薬によって活性が阻害される可能性がある。
GLP-1受容体作動薬とDPP-4阻害薬は共にヒト膵β細胞の機能亢進を引き起こすことが報告されているほか、GLP-1受容体作動薬が体重減少を引き起こすのに対してDPP-4阻害薬は体重に影響をほとんど与えない。また、投与経路もGLP-1受容体作動薬が注射であるのに対してDPP-4阻害薬は経口投与であり投与しやすいというのが特徴である。

膵炎リスクについて懸念されていたが、システマチックレビューとメタ解析の結果、膵炎リスクの上昇は認められなかった。一方でDPP-4阻害薬であるシタグリプチンとビルダグリプチンを対象とした臨床試験のメタアナリシスでは、これらの薬剤が感染や頭痛のリスクを増大させることが示されている。
- シタグリプチン(Sitagliptin)
- アログリプチン(Alogliptin)
- ビルダグリプチン(Vildagliptin)
- サキサグリプチン(Saxagliptin)
- リナグリプチン(Linagliptin)
- アナグリプチン(Anagliptin)
- テネリグリプチン(Teneligliptin)
- トレラグリプチン(Trelagliptin)
- オマリグリプチン(Omarigliptin)